# Antrodemus
Genre
Antrodemus valens est un nom scientifique attribué par le paléontologue américain Joseph Leidy en 1870 à un fossile très incomplet de la famille des Allosauridae de la Formation de Morrison. Leidy avait à l'origine décrit l'espèce dans le genre Poekilopleuron en 1838 avant de le déplacer 32 ans plus tard. Bien que le spécimen ait en réalité très probablement appartenu au genre Allosaurus (et, de fait, les premiers livres sur les dinosaures classaient Allosaurus dans Antrodemus, parce que ce dernier nom avait été créé en premier), mais il est impossible de déterminer avec précision le genre de ce fossile en raison des maigre restes de l'holotype. Aujourd'hui, Antrodemus est considéré comme un nomen dubium, de peu de valeur scientifique.